# Kevin Kampl
Kevin Kampl, slovenski nogometaš, * 9. oktober 1990, Solingen, Nemčija.
Kampl je vezist kluba RB Leipzig v nemški ligi in je nekdanji član slovenske reprezentance.

## Kariera
Kampl je svojo nogometno kariero začel pri klubu Bayer Leverkusen. Po nekaj letih igranja za mladinsko vrsto Bayer Leverkusen II je podpisal prvo člansko pogodbo s klubom SpVgg Greuther Fürth.
30. avgusta 2010 je podpisal triletno pogodbo s klubom SpVgg Greuther Fürth, za katerega je v prvič zaigral 29. oktobra 2010 kot zamenjava na tekmi 2. nemške lige proti klubu Erzgebirge Aue, ki se je končala z neodločenim izidom. Na polovici sezone se je med zimskim prestopnim rokom vrnil v Bayer Leverkusen. Za Bayer Leverkusen je prvič zaigral v Ligi Evropa, ko je v drugem polčasu vstopil kot zamenjava na tekmi proti klubu Metalist Kharkiv. Poleti 2011 je nato prestopil v tretjeligaški klub VfL Osnabrück.Med letoma 2012 in 2014 je igral v klubu Red Bull Salzburg, kjer je igral zelo dobro in na 72 tekmah zadel osemnajstkrat. V zimskem prestopnem roku v sezoni 2014/15 pa je prestopil v nemškega prvoligaša Borussia Dortmund, kjer je zadel že na prvi tekmi v dresu Borussie, na prijateljski tekmi. Avgusta 2015 se je vrnil k Bayerju, v tem času se njegova vrednost giblje okrog 10 milijonov €.

## Statistika
Pri Leverkusnu (26.9.2015)
| Sezona           | Klub             | Liga               | Liga    | Liga | DFB-Pokal | DFB-Pokal | Liga evropa/Liga Prvakov | Liga evropa/Liga Prvakov | Skupaj  | Skupaj |
| Sezona           | Klub             | Liga               | Nastopi | Goli | Nastopi   | Goli      | Nastopi                  | Goli                     | Nastopi | Goli   |
| ---------------- | ---------------- | ------------------ | ------- | ---- | --------- | --------- | ------------------------ | ------------------------ | ------- | ------ |
| 2010/11          | Bayer Leverkusen | Fußball-Bundesliga | 0       | 0    | 0         | 0         | 1                        | 0                        | 1       | 0      |
| 2015/16          | Bayer Leverkusen | Fußball-Bundesliga | 4       | 1    | 0         | 0         | 1                        | 0                        | 5       | 1      |
| Skupaj v karieri | Skupaj v karieri | Skupaj v karieri   | 4       | 1    | 0         | 0         | 2                        | 0                        | 6       | 1      |

V celotni karjeri (26.9.2015)
| Club                | Season        | League              | League | League | Cup  | Cup   | Continental | Continental | Total | Total | Ref. |
| Club                | Season        | League              | Apps   | Goals  | Apps | Goals | Apps        | Goals       | Apps  | Goals | Ref. |
| ------------------- | ------------- | ------------------- | ------ | ------ | ---- | ----- | ----------- | ----------- | ----- | ----- | ---- |
| Bayer Leverkusen II | 2008–09       | Regionalliga West   | 1      | 0      | —    | —     | —           | —           | 1     | 0     | [12] |
| Bayer Leverkusen II | 2009–10       | Regionalliga West   | 21     | 1      | —    | —     | —           | —           | 21    | 1     | [13] |
| Bayer Leverkusen II | 2010–11       | Regionalliga West   | 14     | 4      | —    | —     | —           | —           | 14    | 4     | [14] |
| Bayer Leverkusen II | Club totals   | Club totals         | 36     | 5      | —    | —     | —           | —           | 36    | 5     | —    |
| Greuther Fürth      | 2010–11       | 2. Bundesliga       | 1      | 0      | 0    | 0     | —           | —           | 1     | 0     | [14] |
| Greuther Fürth II   | 2010–11       | Regionalliga Süd    | 7      | 0      | —    | —     | —           | —           | 7     | 0     | [14] |
| Bayer Leverkusen    | 2010–11       | Bundesliga          | 0      | 0      | 0    | 0     | 1           | 0           | 1     | 0     | [14] |
| VfL Osnabrück       | 2011–12       | 3. Liga             | 35     | 2      | 1    | 0     | —           | —           | 36    | 2     | [15] |
| VfR Aalen           | 2012–13       | 2. Bundesliga       | 3      | 2      | 1    | 0     | —           | —           | 4     | 2     | [16] |
| Red Bull Salzburg   | 2012–13       | Austrian Bundesliga | 23     | 4      | 4    | 0     | 0           | 0           | 27    | 4     | [14] |
| Red Bull Salzburg   | 2013–14       | Austrian Bundesliga | 33     | 9      | 5    | 2     | 13          | 3           | 51    | 14    | [14] |
| Red Bull Salzburg   | 2014–15       | Austrian Bundesliga | 18     | 5      | 3    | 2     | 10          | 4           | 31    | 11    | [14] |
| Red Bull Salzburg   | Club totals   | Club totals         | 74     | 18     | 12   | 4     | 23          | 7           | 109   | 29    | —    |
| Borussia Dortmund   | 2014–15       | Bundesliga          | 13     | 0      | 2    | 0     | 1           | 0           | 16    | 0     | [14] |
| Borussia Dortmund   | 2015–16       | Bundesliga          | 1      | 0      | 0    | 0     | 2           | 0           | 3     | 0     | [14] |
| Borussia Dortmund   | Club totals   | Club totals         | 14     | 0      | 2    | 0     | 3           | 0           | 19    | 0     | —    |
| Bayer Leverkusen    | 2015–16       | Bundesliga          | 4      | 1      | 0    | 0     | 1           | 0           | 5     | 1     | [14] |
|                     | Club totals   | Club totals         | 4      | 1      | 0    | 0     | 1           | 0           | 5     | 1     | —    |
| Career totals       | Career totals | Career totals       | 174    | 28     | 16   | 4     | 27          | 7           | 218   | 35    | —    |

## Reprezentančna kariera
Kampl je član slovenske nogometne reprezentance. In na 19 tekmah zadel 2 gola.
Reprezentančni zadetki (26.9.2015)
| # | Date             | Venue                                | Opponent   | Score | Result | Competition                       |
| - | ---------------- | ------------------------------------ | ---------- | ----- | ------ | --------------------------------- |
| 1 | 6 September 2013 | Stožice Stadium, Ljubljana, Slovenia | Albania    | 1–0   | 1–0    | FIFA World Cup 2014 Qualification |
| 2 | 27 March 2015    | Stožice Stadium, Ljubljana, Slovenia | San Marino | 2–0   | 6–0    | UEFA Euro 2016 Qualification      |

Reprezantančne tekme (27.9.2015)
| Reprezantanca  | tekme | goli |
| -------------- | ----- | ---- |
| Slovenija U-21 | 17    | 2    |
| Slovenija      | 19    | 2    |